# أسمى خضر
أسمى حنا خضر (25 يناير 1952 - 20 ديسمبر 2021)، سياسية أردنية وناشطة في شؤون المرأة، تقلّدت العديد من المناصب الرفيعة في الأردن.
درست القانون في دمشق وعملت في العديد من القطاعات التعليمية والقانونية والصحفية. تقلدت عدة مناصب وزارية منها الناطق باسم الحكومة عام 2004 ووزير الثقافة وأصبحت عضواً في مجلس الأعيان الأردني السادس والعشرين.

## المؤهلات العلمية
- الثانوية العامة من مدرسة الأميرة عالية في عمان.[3]
- بكالوريوس في القانون من جامعة دمشق
- دورات علمية وتطبيقية لدى عدد من المؤسسات الأكاديمية والجامعية وهيئات ومعاهد لحقوق الإنسان ومنظمات نقابية متنوعة.

## العمل
بدايةً عملت في التعليم في المدارس الثانوية الخاصة (1974-1978) ثم انتقلت للصحافة في صحيفة الأخبار الأردنية (1978-1979). عملت محامية في مكتب محاماة في عمان من سنة 1981 إلى سنة 1984، ثم مارست مهنة المحاماة من خلال مكتبها الخاص حيث ترافعت أمام مختلف المحاكم في مختلف أنحاء الأردن وفي الخارج (1984-2003). وفي سنة 2006 عاودت مزاولة مهنة المحاماة في مكتبها الخاص.

## العضوية
تقلدت عدة مناصب وعضوية في مؤسسات كثيرة منها حتى وفاتها:
- الأمين العام للجنة الوطنية الأردنية لشؤون المرأة (2007).
- اللجنة الملكية لصياغة الميثاق الوطني.
- اللجنة الملكية لحقوق الإنسان ومن ثم مجلس أمناء المركز الوطني لحقوق الانسان.
- لجنة الحوار الوطني.
- لجنة التحقيق الدولية في انتهاكات حقوق الإنسان في ليبيا (2011-2012).
- مجلس الأعيان الأردني السادس والعشرون.

## المناصب الوزارية
- 2003: وزيرة دولة – الناطق باسم الحكومة.[3]
- 2004: وزيرة الثقافة.
- 2005: وزيرة الثقافة.

## الجوائز والأوسمة
- جائزة الشرف عن دورها في الدفاع عن حقوق الإنسان من منظمة مراقبة حقوق الإنسان - 1990 [4]
- وسام الاستقلال الأردني من الدرجة الأولى من جلالة الملك الحسين عن دورها في صياغة الميثاق الوطني الأردني - 1991
- جائزة الأمم المتحدة الدولية لمجابهة الفقر وعن الإنجازات في مجال تحقيق أهداف التنمية للألفية -2003

## وفاتها
توفيت أسمى خضر بعد صراع مع المرض في 20 ديسمبر/كانون الأول 2021 عن عمر ناهز 70 عامًا في عمّان.